# 喬·阿姆斯特朗
約瑟夫·萊斯利·阿姆斯特朗（英語：Joseph Leslie Armstrong，1950年12月27日—2019年4月20日），暱稱喬·阿姆斯特朗（Joe Armstrong），生於英國英格蘭伯恩茅斯，計算機科學家與程式設計師，他是Erlang程式語言的設計者與主架構師，也是開放電信平台的主要架構師。

## 生平
17歲時接觸Fortran程式。大學時最早攻讀物理學，就讀於倫敦大學物理學系，曾攻讀高能物理博士學位。因為經濟問題，他沒有辦法完成學業，因此至愛丁堡大學，擔任Donald Michie的助理，從事人工智慧的研究，從此轉向電腦程式的工作。
1973年，詹姆斯·莱特希尔對英國政府提出報告，批評人工智慧的研究，難以得到成果。英國政府刪減了相關的科學研究經費，愛丁堡大學的研究計畫受挫，喬·阿姆斯特朗也無法保持他的工作。他到瑞典，在EISCAT科學協會找到工作，擔任物理學程式員。一年後，他成為首席程式員，負責開發應用程式系統。在此工作四年後，他到瑞典空間研究中心工作，協助開發應用程式系統，用來控制瑞典發射的第一顆衛星。
1984年，進入愛立信研究實驗室。一開始以Prolog開發應用程式，他利用Prolog，自行設計了一個程式語言，並在實驗室中推廣，成為Erlang語言的開始。1986年，寫出第一個正式版本，於1986年釋出。
2003年，在瑞典皇家工学院（KTH）取得計算機科學博士學位。
他于2019年4月20日因并发肺纤维化感染而死亡
。

## 著作
- Programming Erlang－Software for a Concurrent World
- Making reliable distributed systems in the presence of sofeware errors（英文）（pdf, 839 kB）

## 外部連結
- 喬·阿姆斯特朗部落格（页面存档备份，存于）
- 喬·阿姆斯特朗github（页面存档备份，存于）
- 喬·阿姆斯特朗SICS首頁